# Brian Kennett
Brian Leslie Norman Kennett (* 7. Mai 1948) ist ein mathematischer Physiker und Seismologe. Er ist Emeritus der Australian National University.
Kennett machte an der Abteilung für Angewandte Mathematik und Theoretische Physik der University of Cambridge 1969 seinen Bachelor- und 1970 seinen Master-Abschluss und erwarb 1973 einen Ph.D. in theoretischer Seismologie. Als Forschungsassistent war er 1974/1975 an der University of California, San Diego, bevor er 1975 wiederum an die University of Cambridge wechselte, wo er zuletzt Lecturer war. 1984 ging Kennett an die Abteilung Seismology and Earth Structure der Australian National University (ANU). Forschungsaufenthalte führten ihn unter anderem 2002 an die Universität Tokio und 2009 an die Ludwig-Maximilians-Universität München. Von 2006 bis 2010 war er Direktor der Research School of Earth Sciences der ANU.
Kennett ist Mitglied (Fellow) der American Geophysical Union (1988) und Ehrenmitglied (Honorary Fellow) der Royal Astronomical Society (1996). Von 1999 bis 2003 war er Präsident der International Association of Seismology and Physics of the Earth’s Interior.
Kennett konnte wesentliche Beiträge zur Erforschung der inneren Strukturen der Erde leisten. Seine theoretischen Arbeiten zur Form von Seismogrammen und deren Anwendung (z. B. seismische Tomographie) trugen zur Erforschung des Erdmantels, insbesondere Australiens, bei. Er entwickelte umfassende Modelle zur Ausbreitungsgeschwindigkeit seismischer Wellen, die als Grundlage zur Bestimmung des Epizentrums eines Erdbebens dienen, darunter das IASP91-Modell und das AK135-Modell.

## Auszeichnungen
- 1972 Smith-Preis der University of Cambridge[1]
- 1981 Adams-Preis von University of Cambridge und St John’s College
- 1994 Mitglied der Australian Academy of Sciences[2]
- 2004 Humboldt-Forschungspreis der Alexander von Humboldt-Stiftung
- 2005 Jaeger Medal der Australian Academy of Science[3]
- 2006 Murchison-Medaille der Geological Society of London[4]
- 2007 Beno Gutenberg Medal der European Geosciences Union (EGU)[5]
- 2008 Goldmedaille der Royal Astronomical Society[6]
- 2008 Mitglied der Royal Society[7]
- 2011 Matthew Flinders Medal and Lecture der Australian Academy of Science[8]
- 2017 Inge Lehmann Medal der American Geophysical Union[9]
- 2019 Officer des Order of Australia